# Наращённый додекаэдр
Наращённый додека́эдр — один из многогранников Джонсона (J58, по Залгаллеру — М15+М3).
Составлен из 16 граней: 5 правильных треугольников и 11 правильных пятиугольников. Среди пятиугольных 6 граней окружены пятью пятиугольными, остальные 5 — четырьмя пятиугольными и треугольной; каждая треугольная грань окружена пятиугольной и двумя треугольными.
Имеет 35 рёбер одинаковой длины. 25 рёбер располагаются между двумя пятиугольными гранями, 5 рёбер — между пятиугольной и треугольной, остальные 5 — между двумя треугольными.
У наращённого додекаэдра 21 вершина. В 15 вершинах сходятся три пятиугольных грани; в 5 вершинах сходятся две пятиугольных и две треугольных грани; в 1 вершине сходятся пять треугольных граней.
Наращённый додекаэдр можно получить из двух многогранников — додекаэдра и пятиугольной пирамиды (J2), — приложив основание пирамиды к одной из граней додекаэдра.

## Метрические характеристики
Если наращённый додекаэдр имеет ребро длины {\displaystyle a}, его площадь поверхности и объём выражаются как
{\displaystyle S={\frac {1}{4}}\left(5{\sqrt {3}}+11{\sqrt {25+10{\sqrt {5}}}}\right)a^{2}\approx 21{,}0903149a^{2},}
{\displaystyle V={\frac {1}{24}}\left(95+43{\sqrt {5}}\right)a^{3}\approx 7{,}9646218a^{3}.}